# Gardarike-Runensteine

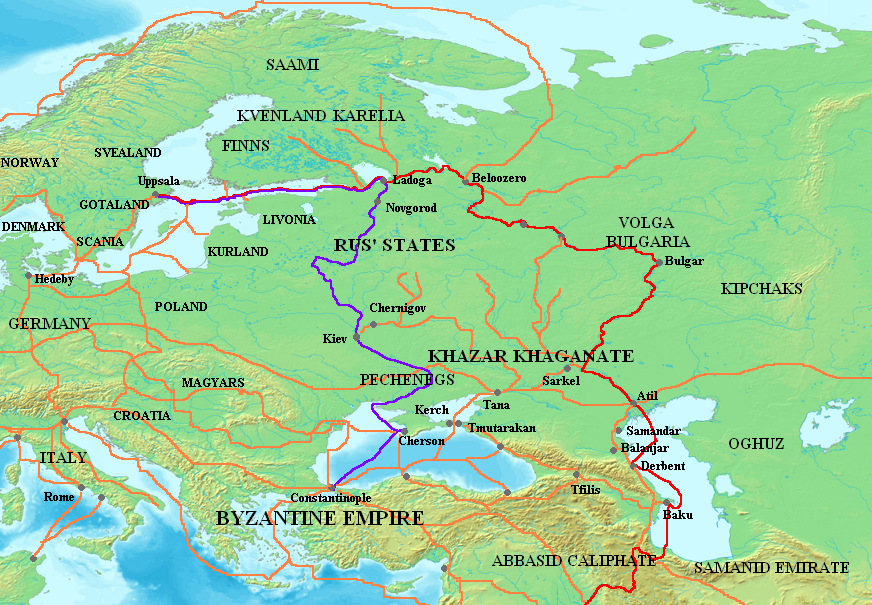
Wege durch Gardarike

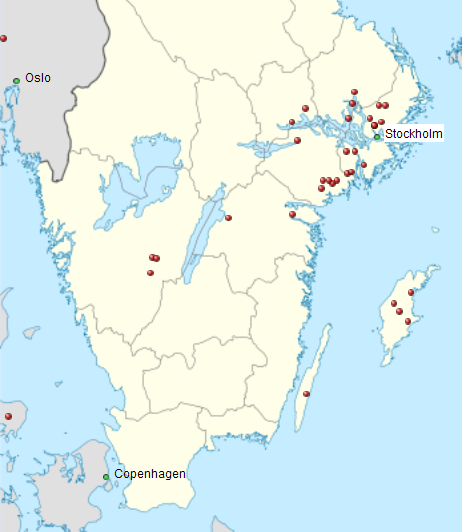
Gardarike-Runensteine

Gardarike-Runensteine (auch Waräger-Runensteine) ist die Bezeichnung für über 30 Runensteine in Schweden, je einer in Dänemark und Norwegen aus dem 9. bis 11. Jahrhundert. Auf ihnen werden Waräger-Krieger genannt, die in garðar (Kiewer Rus) oder im Osten gestorben sind.
Über 130 Runensteine werden analog zu markanten benutzten Worten in sieben Gruppen unterteilt: England- (30), Griechenland- (30), Hakon-Jarl- (3), Ingvar- (26), Italien- (4), Ostsee- (Baltikum und Finnland betreffend – 14 Steine) und etwa 30 Waräger-Runensteine (Russland, Weißrussland, die Ukraine und angrenzende Gebiete betreffend), die es auch in Dänemark und Norwegen in je einem Exemplar gibt. Die Inschriften sind in altnordischer Sprache mit Jüngeren Futhark-Runen beschrieben.

## Runensteine

### Uppland(9 Steine)

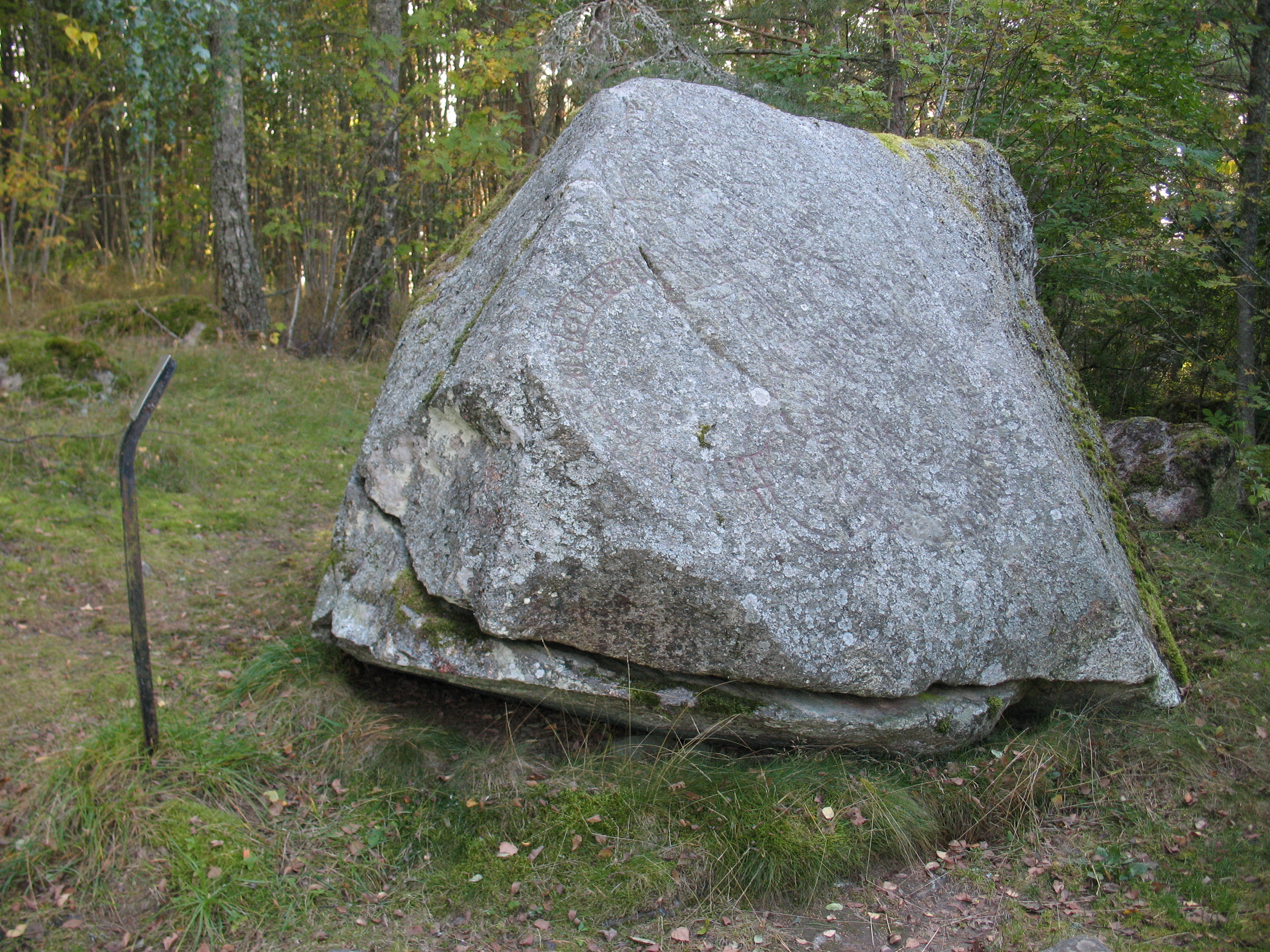
Runenstein von Sjusta

- Runenblock von Sjusta (U 687)

Diese Rune wurde gemacht zur Erinnerung an Spjallboði (...), er starb in Holmgard (Nowgorod) in der Olavskirche
- U 153, U 154, U 209, U 283, U 366, U 504, U 636, U 898

### Södermanland(11)
- Runenstein von Fredriksdal Sö 33

Er endete im Osten
- Sö 34

Sie endeten auf dem Ostweg
- Sö 130

Er fiel in Garðar (?)

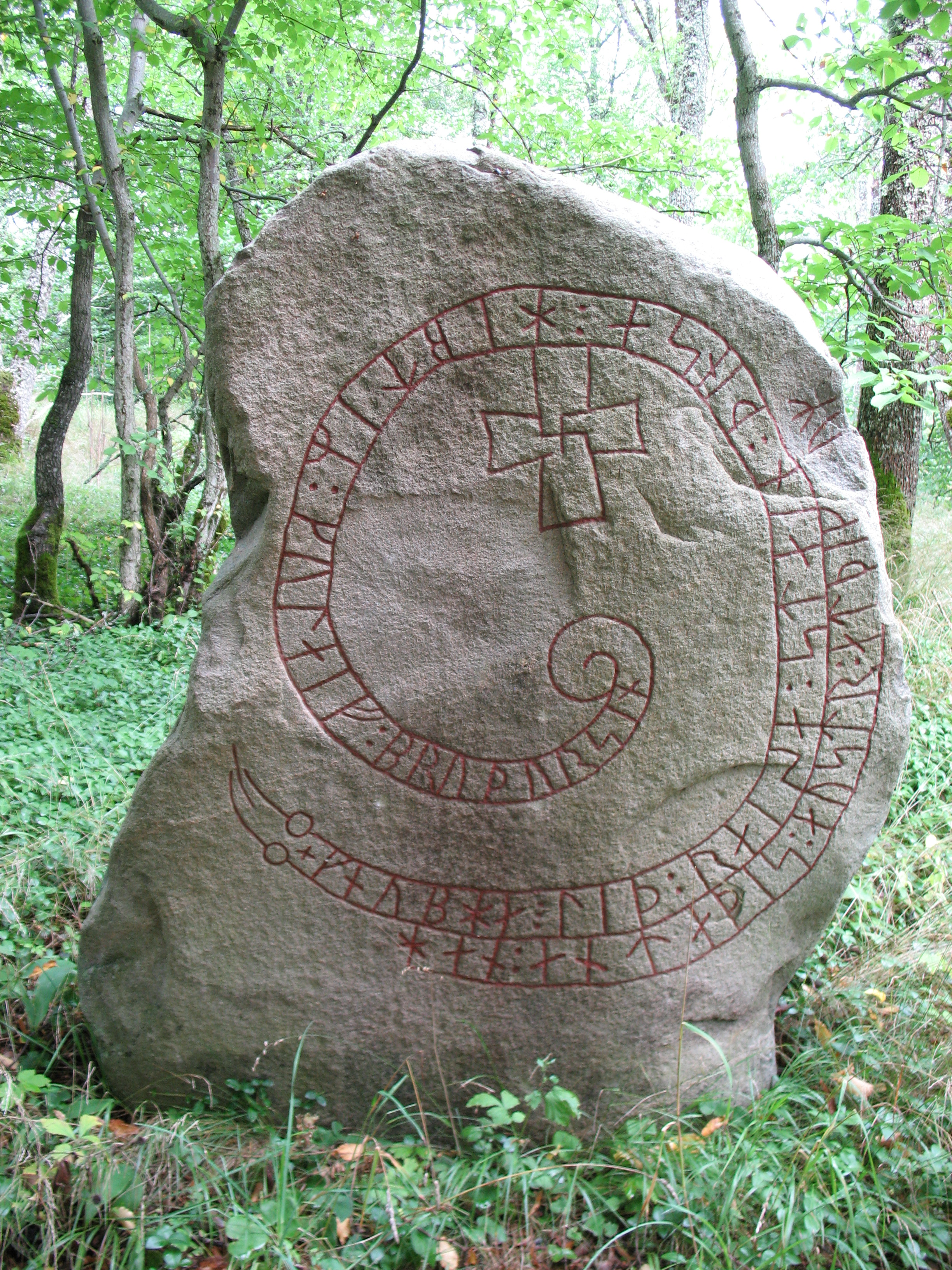
Runenstein von Fredriksdal (Sö 33)

- Sö 92, Sö 121, Sö 126, Sö 148, Sö 171, Sö 216, Sö 308, Sö 338

### Västmanland(2)
- Vs 1

Guðleifr setzte das Stück und diesen Stein für Slagvi, seinen Sohn, dieser endete im Osten in Choresmien
- Vs Fv1988:36

Der Sohn von Viðfastr fuhr in den Osten.

### Östergötland(2)
- Ög 8, Ög 30

### Västergötland(3)
- Vg 135, Vg 184, Vg 197

### Öland
- Öl 28 (58) (zwischen 1020 und 1050)

Herþrúðr ritzte diesen Stein für ihren Sohn Smiðr, einen guten Mann. Halfborinn, sein Bruder, sitzt in Garðar.

### Gotland(4)
- G 114, G134, G 220, G 280

### Dänemark
- DR 108 von Kolind

Tosti, der Schmied von Ásviðr, errichtete diesen Stein in Erinnerung an Tófi, seinen Bruder. Er starb im Osten

### Norwegen
- Runenstein von Alstad  N 62 (zwischen 1050 und 1075)

Engli errichtete diesen Stein für Þóraldr, seinen Sohn, dieser starb in Vitaholm zwischen Utaulms und Garðar